# АЭС Чжанчжоу
АЭС «Чжанчжоу» (китайский: 漳州 核 电厂) — это строящаяся атомная электростанция в городе Лейю, уезд Юньсяо, Чжанчжоу на побережье провинции Фуцзянь на юго-востоке Китая. АЭС принадлежит CNNC Guodian Zhangzhou Energy Co. Ltd., основанной в ноябре 2011 года, которая принадлежит Китайской национальной ядерной корпорации (51 %) и China Huadian Corporation (49 %).
В мае 2014 года китайский надзорный орган одобрил первый этап строительства АЭС «Чжанчжоу», включающей два блока с двухконтурным водо-водяным ядерным реактором (PWR) AP1000 от американской Westinghouse Electric. В декабре 2015 года Национальное управление по ядерной безопасности одобрило реактор AP1000 и подтвердило выбор площадки в октябре 2016 года. Однако позже корпорация CNNC вместо американских AP1000 решила использовать проект собственного реактора — HPR1000. Переход на отечественные разработки был необходим для Китая чтобы в дальнейшем иметь возможность экспорта этих АЭС. В дальнейшем в Китае строилось в основном АЭС с использованием HPR1000, поскольку они стали наиболее технологичными среди всех китайских разработок в области атомной энергетики.
Первоначально ожидалось, что строительство первого этапа из двух блоков начнется в мае 2017 года. Еще два блока было запланированы на этапе II, и еще два предложены на этапе III. В Чжанчжоу 9 октября 2019 года Министерство экологии и окружающей среды Китая выдало 10-ти летние лицензии на строительство блоков I и II. Строительство первого энергоблока началось через неделю после выдачи лицензии, 16 октября 2019 года, а строительство второго энергоблока началось в сентябре 2020 года.
Первый блок был подключён к сети 28 ноября 2024 года, а введён в эксплуатацию 1 января 2025 года.

## Информация об энергоблоках
| Энергоблок | Тип реакторов | Мощность | Мощность | Начало строительства | Подключение к сети | Ввод в эксплуатацию | Закрытие |
| Энергоблок | Тип реакторов | Чистая   | Брутто   | Начало строительства | Подключение к сети | Ввод в эксплуатацию | Закрытие |
| ---------- | ------------- | -------- | -------- | -------------------- | ------------------ | ------------------- | -------- |
| Чжанчжоу-1 | HPR1000       | 1126 МВт | 1212 МВт | 16.10.2019           | 28.11.2024         | 01.01.2025          |          |
| Чжанчжоу-2 | HPR1000       | 1126 МВт | 1212 МВт | 04.09.2020           |                    | 2026                |          |
| Чжанчжоу-3 | HPR1000       | 1129 МВт | 1214 МВт | 22.02.2024           |                    |                     |          |
| Чжанчжоу-4 | HPR1000       | 1129 МВт | 1214 МВт | 27.09.2024           |                    |                     |          |